# Eurode

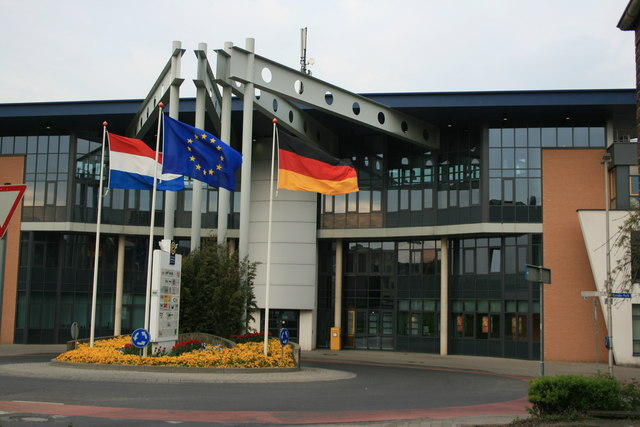
Eurode Business Center op de grens van Herzogenrath en Kerkrade

Eurode (officieel: Openbaar Lichaam Eurode) is een samenwerkingsverband tussen de Nederlandse gemeente Kerkrade (Duits: Kirchrath; Kerkraads: Kirchroa) en de Duitse stad Herzogenrath (Nederlands: ‌'s-Hertogenrade; Kerkraads: Roa). De twee gemeenten vormen samen een symbolische "Europastad". Tevens bestaat er een formeel Openbaar Lichaam, erop gericht dat het functioneren als grensstad in de toekomst minder problemen geeft.
Sinds de 12e eeuw waren beide steden een eenheid, maar in 1815, bij het opheffen van het Franse departement Nedermaas, werden ze door de nieuwe Pruisisch-Nederlandse grens gedeeld. Hetzelfde dialect, dezelfde cultuur en vele familiale banden maakten Eurode mogelijk. De formele, publiekrechtelijke, samenwerking is pas mogelijk sinds het Verdrag van Anholt uit 1991.
De naam is een samenvoeging van "Europa" en "Rode/Roda" van de 's-Hertogenraadse Burg Rode en de vroegere naam "Land van ('s Hertogen) Rode".
Onder elkaar wordt Ripuarisch als communicatiemiddel gesproken. Deze streektaal lijkt op het Limburgs. Ze wordt voornamelijk in het Duitse Rijnland gesproken (dus ook Herzogenrath), maar ook in de Nederlands-Limburgse grensplaatsen Kerkrade, Vaals, Simpelveld en Bocholtz.